# Cultura de la hierba pastel
Se denomina cultura de la hierba pastel a cierto período  de bonanza en el Lauragais, Francia que comenzó en el siglo XII, y tuvo su apogéo entre 1450 y 1562. La bonanza estuvo impulsada por algunos comerciantes de Toulouse que comercian la hierba pastel (glasto o isatide) Isatis tinctoria  cultivada en el Lauragais, exportando el producto a toda Europa. La hierba pastel era la base de la única fuente de tintura azul conocida por esa época en Europa. Estos comerciantes transforman parte de su riqueza en mansiones, la mayoría de las veces construidas en ladrillo, que dan un color particular al Renacimiento provincial francés (por ejemplo, el prestigioso Hôtel d'Assézat). 
Durante más de un siglo, la riqueza aportada por la cultura del pastel transformó la vida de todos los estratos de la sociedad de la región favoreciendo especialmente a los comerciantes mayoristas y fabricantes que utilizaron el producto terminado. Sería un error decir que los agricultores no se beneficiaron porque, incluso mal pagados, tenían más trabajo. Pero también es cierto que los señores y la Iglesia se beneficiaron más de esta
producción como lo demuestran los castillos e iglesias renacentistas en estilos góticos que embellecen la Piege.
Pero en 1561, se produce una crisis en la comercialización del pastel. Esta crisis fue producto de varias causas:
- especulación después de una cosecha de mala calidad en 1561,
- competencia del añil importado de Oriente en los últimos años,
- la evolución de la moda originariamente debido a un aumento de los ingresos. En las regiones más cálidas como el sureste de Francia e Italia, hubo una preferencia por el color rojo en vez del azul.
- Las guerras de religión entre católicos y protestantes en todo el suroeste.

## Elaboración del pastel de tintura
La cosecha de hojas del glasto comenzaba en el verano y continuaba cada 25 días para obtener las hojas más maduras de julio a octubre. La preparación del pastel de tintura se hacía moliendo las hojas en un molino de pastel, utilizando una piedra de amolar de piedra operada por una mula.
La pulpa, libre de agua, se enrollaba en "conchas", "coquaignes" o "cocagnes" (de ahí la expresión "país de Cucaña" dada a la región), bolitas de 12 a 15 cm de diámetro, que luego se secaban durante 15 a 20 días en galpones.
A continuación, se trituraban las bolitas y se fermentaban con cal. De esta manera se obtenía el producto que, pulverizado, tamizado, embolsado o en toneles era comercializado.

## Competencia
A partir de la segunda mitad del siglo XVI los comerciantes compiten en la comercialización de la tintura obtenida de la hierba pastel con la llegada de plantas de tintura añil de las Américas (importadas por los portugueses) y desde las colonias de la India (importadas sobre todo por los holandeses). Es principalmente índigo, un tinte menos costoso y capaz de teñir fibras de celulosa (lino, algodón, cáñamo) mientras que la hierba pastel solo tiñe la lana de manera uniforme. La aparición del índigo en el mercado de Amberes provoca la quiebra total del sector.
En 1806, debido a la escasez de tinte índigo, el ejército francés recibió por decreto un uniforme blanco. "Habiendo descubierto los industriales franceses un sucedáneo del añil en una planta autóctona: la hierba pastel de los tintoreros, el decreto fue derogado en 1807". En octubre de 1810, Napoleón envió a Eugène de Beauharnais, virrey de Italia, su "estímulo" para la producción de pastel destinado a reemplazar el índigo en Rieti.
La hierba pastel no volvió a la cultura hasta 1999. Hay una exposición sobre este tema en el castillo de Magrin en el Tarn.